# Herbert Schade
Herbert Schade (26. května 1922 Solingen – 1. března 1994 tamtéž) byl německý atlet. Jeho disciplínami byly běh na 5000 m a běh na 10000 m. Vyučil se pekařem, pracoval v Solingenu jako magistrátní úředník a závodil za místní Solinger Leichtathletik Club. Jeho amatérská běžecká kariéra trvala od roku 1947 do roku 1958. Stal se osmkrát mistrem západního Německa ve vytrvalostním běhu a vytvořil čtrnáct národních rekordů. Jako držitel nejlepšího světového času byl hlavním favoritem závodu na 5000 metrů na Letních olympijských hrách 1952. V rozběhu překonal olympijský rekord a ve finále většinu závodu vedl, ale těsně před cílem ho předběhli Emil Zátopek a Alain Mimoun a zbyla na něj jen bronzová medaile. Obsadil také čtvrté místo na desetikilometrové trati na mistrovství Evropy v atletice 1954 a na Letních olympijských hrách byl devátý na 10000 m a dvanáctý na 5000 m. Západoněmecký atletický svaz mu udělil Cenu Rudolfa Harbiga, na LOH 1972 působil jako rozhodčí. Vydal vzpomínkovou knihu Atlet v pěti kontinentech. Jeho syn Michael Schade je tiskovým mluvčím fotbalového klubu Bayer 04 Leverkusen.